# Alarmklok
De alarmklok of noodklok is de klok die geluid wordt in geval van rampen.
Het woord klokkenluider, oorspronkelijk hij of zij die de klokken luidt, als begrip voor een personeelslid dat in een bedrijf of administratie mistoestanden openbaar maakt, is daarvan afgeleid. 
Het Engelse woord alarm clock heeft een andere betekenis: wekker. Het wordt vaak foutief vertaald als alarmklok.
De uitdrukking "De noodklok luiden" wordt ook figuurlijk gebruikt om aan te geven dat men waarschuwt voor een dreigend gevaar.